# Kupferbergwerk Cobre Panama
Das Kupferbergwerk Cobre Panama ist eines der wichtigsten neuen Kupfer-Bergwerke Lateinamerikas. Die Konzession besteht aus vier Zonen mit einer Gesamtfläche von 13600 Hektar. Die Hauptlagerstätten sind Balboa, Botija, Colina und Valle Grande. Mit 3,1 Milliarden Tonnen bestätigter und vermuteter Reserven ist Cobre Panama eines der bedeutendsten Kupferbergwerke weltweit, welche seit 2010 erschlossen wurden. Die ersten kommerziellen Lieferungen von Konzentrat erfolgten im Juni 2019.

## Geographische Lage
Das Bergwerk liegt 120 Kilometer westlich von Panama-Stadt und 20 Kilometer von der Küste des Karibischen Meers in den Distrikten Donoso und Omar Torrijos Herrera der Provinz Colón in der Republik von Panama. Das Bergwerk verfügt über einen eigenen, neuerbauten Hafen zum Karibischen Meer beim Punta Rincón.

## Geologie
Es handelt sich um porphyrische Kupferlagerstätten mit relativ geringen Metallgehalten, durchschnittlich 0,38 % Kupfer, 59 g/t Molybdän, 0,07 g/t Gold und 1,27 g/t Silber.

## Geschichte
Die Konzession zur Ausbeutung dieser Lagerstätten erhielt das Unternehmen Minera Panamá, S.A. (MPSA). Das Projekt Cobre Panama wurde anfänglich von der Inmet Mining Corporation, einem kanadischen Bergbauunternehmen, finanziert und erschlossen. In 2013 wurde Inmet Mining von First Quantum Minerals Ltd. (FQM) übernommen. Die weitere Erschließung dauerte bis 2019 und wurde mit insgesamt 6,2 Milliarden USD Investitionen als eines der größten Vorhaben des Landes bezeichnet. Das Vorhaben mitfinanziert hat die kanadische Firma Franco-Nevada durch Darlehen im Umfang von 1,356 Milliarden USD, welche durch zukünftige Lieferungen von Gold- und Silber-Edelmetallen zurückbezahlt werden.

## Besitzverhältnisse
Seit 2017 hat First Quantum Minerals Ltd. eine Beteiligung von 90 Prozent an Minera Panamá, S.A. (MPSA), der Konzessionärin von Cobre Panama. Die restlichen 10 Prozent sind im Besitz der Korea Resources Corporation (KORES).

## Aufbereitung
Das Erz wird in den Tagebauen durch halbmobile, elektrisch betriebene Brecher mit einer Leistung von 28 Megawatt vorzerkleinert. Über Förderbänder gelangt das Erz zur zentralen Aufbereitungsanlage, wo es Kugelmühlen mit einer Leistung von 16,5 Megawatt weiter zerkleinern. Dann folgt die Konzentrierung der Kupfersulfide durch Flotation. Die verwendeten Kugelmühlen sind die bisher weltweit leistungsfähigsten, ausgenommen jene des Sentinel-Bergwerks in Sambia, welches ebenfalls First Quantum Minerals gehört. Der Strom wird in einem eigenen 300-MW-Kohlekraftwerk beim Hafen Punta Rincón erzeugt.

## Produktionsziele
Bei voller Kapazität ist das Bergwerk in der Lage, 85 Megatonnen Gestein pro Jahr zu verarbeiten. Daraus können über 300'000 Tonnen Kupfer zusammen mit Anteilen von Gold, Silber und Molybdän gewonnen werden. Diese Vorkommen haben 2019 eine geschätzte Ausbeutedauer von 36 Jahren. Die zusätzliche Verarbeitung von Gestein bis insgesamt 100 Megatonnen pro Jahr ist in Aufbau und soll Ende 2023 abgeschlossen sein.